# Basil Ringrose
Pour les articles homonymes, voir Ringrose.
Basil Ringrose (né en 1653 et mort en 1686) est un médecin, navigateur, géographe et écrivain anglais. Il a écrit des récits de voyage qui constituent une source intéressante sur la vie des boucaniers, qui complètent les récits de William Dampier, Lionel Wafer et Raveneau de Lussan

## Biographie
Basil Ringrose est baptisé en 1653 à St Martin-in-the-Fields, à Londres.

### Premier voyage
Basil Ringrose traverse l'isthme de Panama en 1680 avec des pirates et grâce à l'aide des indiens Kunas et participe au Rendez-vous de l'île d'Or. De 1680 à 1682, ils effectuent des raides sur la Côte pacifique. Au cours de ce voyage, il a créé de nombreuses cartes des îles, des sondages, des instructions nautiques exhaustives et des symboles pour marquer les rochers et les eaux peu profondes. Parlant couramment le latin et le français, il apprend rapidement l'espagnol pour faire office d'interprète.
Le capitaine Bartholomew Sharp, Lionel Wafer, John Coxon, Edmund Cooke, William Dick et William Dampier faisaient également partie de l'équipage. Dampier fait référence à Ringrose comme à un apprenti chez un planteur en Jamaïque. À la fin du voyage, Ringrose et plusieurs membres de l'équipage emportent les cartes à Dartmouth pour les vendre.
Pendant ce voyage, il écrit un Account of the dangerous voyage and bold assaults of Captain Bartholomew Sharp and others, publié en 1684. Appelé aussi ""The South Seas Waggoner", son livre sera ajouté en 4e partie à une des rééditions du livre d'Alexandre-Olivier Exquemelin publié en 1678. La réédition est redécouverte au XIXe siècle.
Basil Ringrose fut l'une des 50 victimes d'un massacre perpétré par les espagnols contre les flibustiers en février 1686 sur les côtes du Mexique.

### Second voyage
En octobre 1683, Ringrose navigué sur le Cygnet avec le capitaine Charles Swan en tant que subrécargue. Dampier écrit  qu'« il n'avait pas envie de faire ce voyage, mais il devait s'y lancer ou mourir de faim. ». L'équipage pille le village de Santa Pecaque sur la côte mexicaine. Le capitaine Swan renvoie ensuite 54 hommes avec des chevaux chargés au mouillage, parmi lesquels Ringrose. Ils sont attaqués par des soldats espagnols et massacrés.
Le journal de Ringrose rend compte de la première partie de ce voyage. Il se trouve désormais au National Maritime Museum de Greenwich en Angleterre. Ses cartes et graphiques sont devenus "A Buccaneer's Atlas" de William Hach, un cartographe réputé à Londres à l'époque.

### Litterature
Eiichiro Oda a nommé un de ses personnages : Basil Hawkins.